# جوردن وليامز (لاعب كرة قدم)
جوردن وليامز (بالإنجليزية: Jordan Williams)‏ هو لاعب كرة قدم بريطاني في مركز نصف الجناح، ولد في 13 ديسمبر 1992 في وارينغتون في المملكة المتحدة. لعب مع نادي بارسكو ونادي بارو.

## وصلات خارجية
- جوردن وليامز (لاعب كرة قدم) على موقع الاتحاد الأوربي (الإنجليزية)
- جوردن وليامز (لاعب كرة قدم) على موقع قاعدة بيانات كرة القدم.إي يو (الإنجليزية)
- جوردن وليامز (لاعب كرة قدم) على موقع Soccerbase.com (لاعب) (الإنجليزية)
- جوردن وليامز (لاعب كرة قدم) على موقع Soccerway.com (الإنجليزية)